# Annius Victor
Annius Victor (sein Praenomen ist nicht bekannt) war ein im 2. Jahrhundert n. Chr. lebender Angehöriger des römischen Ritterstandes (Eques).
Durch ein Militärdiplom, das auf den 23. März 178 datiert ist, ist belegt, dass Victor 178 Kommandeur der Cohors I Augusta Nerviana Germanorum war, die zu diesem Zeitpunkt in der Provinz Britannia stationiert war.